# ابوسعید چودری
ابوسعید چودری (انگلیسی: Abu Sayeed Chowdhury؛ زادهٔ ۳۱ ژانویه ۱۹۲۱ – درگذشته ۲ اوت ۱۹۸۷) یک سیاست‌مدار اهل بنگلادش بود. وی از ۱۲ ژانویه ۱۹۷۲ تا ۲۴ دسامبر ۱۹۷۳ رئیس‌جمهور این کشور بود.
ابوسعید چودری در ۲ اوت ۱۹۸۷، در سن ۶۶ سالگی بر اثر سکته قلبی درگذشت.